# Chaco Austral

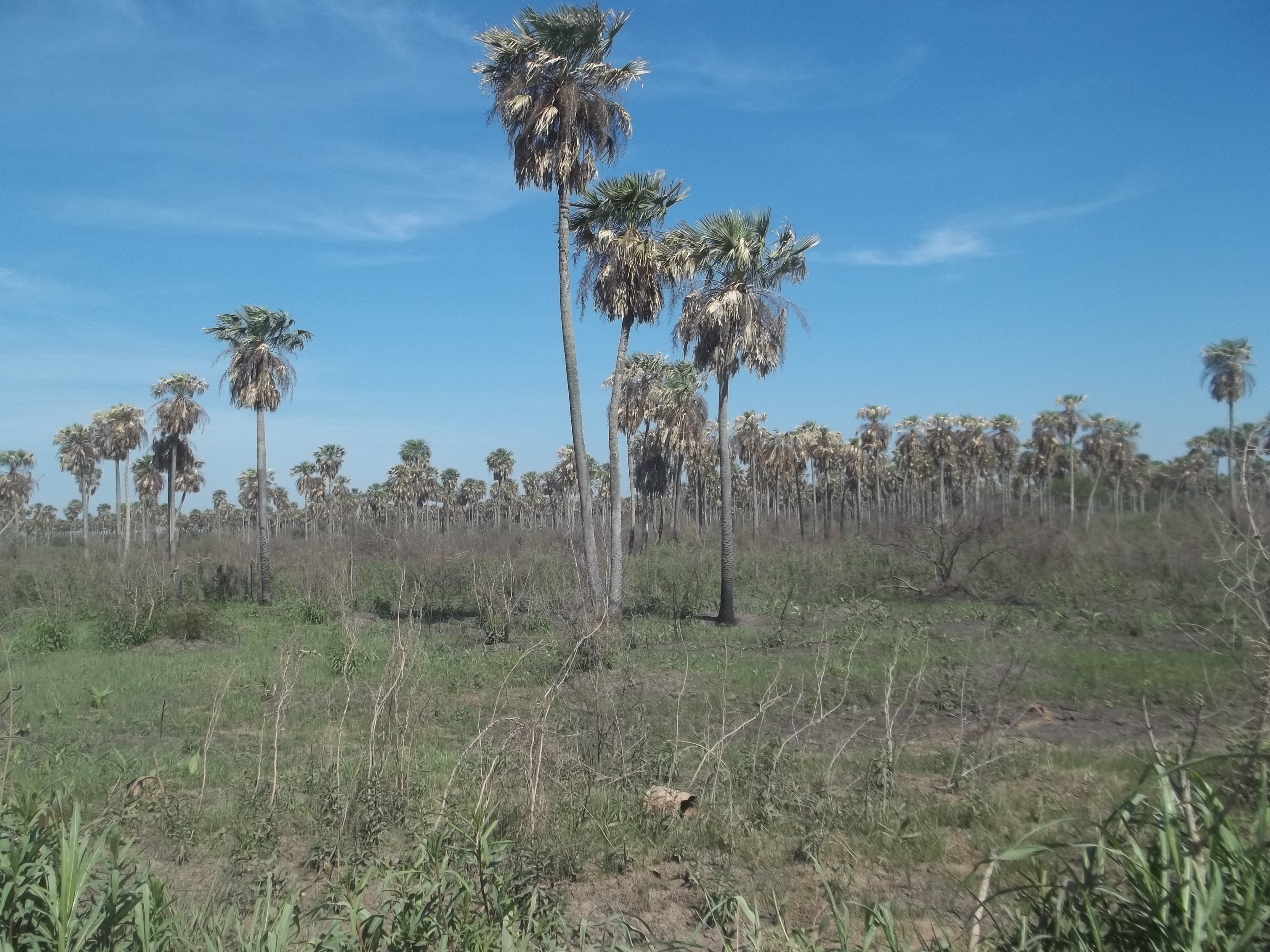
Palmar en la Ruta 29, provincia del Chaco, Argentina.

El Chaco Austral es una de las tres principales divisiones de la región del Gran Chaco, ubicada íntegramente en Argentina, y, como su nombre lo indica, se trata del sector sur de la región chaqueña. El Chaco Austral abarca la totalidad de las provincias del Chaco y Santiago del Estero, el centro-norte de la provincia de Santa Fe, el este o zonas bajas de la provincia de Salta y el noreste de la provincia de Córdoba. La extensión del Chaco Austral es de aproximadamente 400.000 km².

## Límites
Los límites naturales del Chaco Austral están dados por el antiguo cauce del río Bermejo al norte, tal límite señala la separación respecto al Chaco Central; la falla por donde discurren los ríos Paraná y Paraguay señala el límite oriental, siendo el río Paraná el que separa al Chaco Austral de la región llamada Mesopotamia Argentina. 
El Sistema Plegado del Oeste Argentino en la zona de las Sierras Subandinas y las Sierras Pampeanas señala los límites occidentales. A diferencia de los anteriores, el límite austral no está claramente dado por accidentes geográficos, a excepción parcial de la cuenca de las Salinas Grandes en el extremo sudoeste, lo que realmente indica el límite sur del Chaco Austral (y con este de, todo el Gran Chaco o Región Chaqueña) con la Pampasia o región Pampeana es la transición de biomas: un ecotono en el cual las forestas se diluyen gradualmente en bosques para luego, más al sur, dar paso a las típicas praderas de la región pampeana, tal difuso límite que visualmente se patentiza en la flora natural está dado principalmente por razones climáticas (es especial una disminución de la temperatura promedio anual ) que da paso de un clima netamente tropical en el Gran Chaco (incluido el Chaco Austral) a un clima templado ya en la región pampeana, (antes del actual proceso de calentamiento global) el límite austral del Gran Chaco y con este del Chaco Austral es entonces un límite natural climático que está señalado aproximadamente por el paralelo 31ºS.

## Relieve
El relieve del Chaco Austral mantiene rasgos comunes con los de la totalidad del Gran Chaco: se trata de una extensa llanura que en cuanto tal, geológicamente, forma un conjunto con la llanura pampeana, sin embargo, en condiciones naturales, en el Chaco la llanura se halla recubierta por forestas (selvas, bosques) o zonas de parque.

Excepto en las áreas transicionales del oeste, prácticamente no existe ningún accidente orográfico notable en el Chaco Austral. En las mencionadas áreas transicionales de los límites occidentales existen las bajas y poco notorias sierras de Guasayán y de Ambargasta; otra zona ligeramente sobrelevada se encuentra en el límite sudeste en el domo llamado borde de Los Altos sin embargo esta especie de meseta apenas se eleva a un máximo de 80 m s. n. m.
Tal cual se ha señalado, en el Chaco Austral lo que predomina absolutamente es un relieve muy llano con una muy suave pendiente hacia el sudeste. En tal relieve llano existen gran cantidad de zonas deprimidas por razones tectónicas tales áreas deprimidas suelen formar humedales conocidos con los nombres de esteros y bañados como los del Quirquincho en el sudeste de Salta, los Bajos Submeridionales en los límites entre las provincias de Santa Fe y Chaco o los Bañados del Petri en los límites de Córdoba y Santiago del Estero, estos últimos humedales se encuentran en la cuenca de una depresión mucho más significativa, la de la gran laguna de Mar Chiquita.

En gran medida a causa de la sequedad del sector sudoeste del Chaco Austral, allí las importantes depresiones se encuentran cubiertas por extensísimos salares: las Salinas Grandes y las Salinas de Ambargasta, aunque en épocas húmedas gran parte de estos desiertos salados se encuentran temporalmente cubiertos por una muy somera lámina de agua.
En el sector sudoccidental del Gran Chaco existen, de un modo disperso, pequeñas depresiones cuyo origen no es tectónico sino meteorítico: los cráteres de Campo del Cielo que en gran medida se encuentran ocultos al haber dado origen a lagunas.

## Hidrografía
Los principales ríos son alóctonos: Paraná, tramo sur del Paraguay, río Bermejo, río Salado del Norte, río Dulce y tramos septentrionales de los ríos Primero y Segundo. Aunque corresponde decir que, al originarse en las laderas orientales y más septentrionales de las Sierras Pampeanas, en el sector de oriental de las Cumbres Calchaquíes, casi la totalidad del río Dulce discurre por el Chaco Austral.
Debido a la llaneza del terreno y la existencia ya indicada de zonas deprimidas, muchos segmentos de los cursos de estos ríos son divagantes (en especial el Bermejo y luego el Salado); tales divagaciones de cauce han generado abanicos de "ríos muertos" o paleocauces que se reactivan brevemente en tiempos de grandes lluvias; estos mismos paleocauces forman bajísimas lomadas llamadas "albardones"; entre los mismos suelen existir depresiones (los paleocauces) llamados frecuentemente "madrejones". En las depresiones –tal como se ha explicado ya en el parágrafo dedicado al relieve de esta región– suelen formarse humedales ("esteros" y "bañados") que, excepto en el extremo oriental y sudoriental de esta región, suelen secarse casi completamente durante la estación seca (todo el invierno austral), las únicas zonas que se mantienen inundadas son las del valle del río Paraná y la cuenca de Mar Chiquita.

## Clima
Debido a las latitudes, el Chaco Austral tiende a ser el sector más fresco de todo el Gran Chaco; aun así se mantiene un clima tropical cálido predominante con elevadas temperaturas durante los meses de verano. Tal carácter climático se acentúa por la continentalidad de esta región, y es precisamente por esta continentalidad y la disposición del relieve que se produce una suerte de paradoja: las mayores temperaturas se registran en el extremo sudoeste, en torno a la cuenca de las Salinas Grandes las cuales poseen área de bajas presiones (área ciclónica) que atrae el casi constante flujo de vientos cálidos y húmedos provenientes del NE o los calentados adiabáticamente secos vientos procedentes del oeste. De este modo en la provincia de Santiago del Estero es frecuente que las temperaturas estivales (principalmente en enero) superen los 55 ºC. El sector oriental (por ejemplo el norte de la provincia de Santa Fe) presenta temperaturas absolutas más bajas, pero allí el mayor porcentaje de humedad atmosférica hace que las sensaciones térmicas estivales también sean próximas a las de los 55 °C reales.
Como en todo el Gran Chaco y la región pampena, el relieve llano del Chaco Austral permite la libre circulación de los vientos, predominando en verano los frentes cálidos y húmedos procedentes del cuadrante NE mientras que en invierno predominan los frentes fríos (aunque por la latitud, entibiados) procedentes del SW. La diagonal que señalan ambos frentes hace que esta sea una zona de precipitaciones intensas y frecuentemente tormentosas durante los cambios estacionales, especialmente cuando el pampero choca con los frentes cálidos; durante los secos meses de invierno, cuando predomina el pampero, en ciertas jornadas de julio (en especial a la madrugada y al amanecer) se registran "surazos" es decir bruscas bajas de la temperatura, llegando hasta un mínimo absoluto de 10 °C.

En la mayor parte del Chaco Austral, debido a la continentalidad, predomina un clima seco; sin embargo los límites noroccidentales son transicionales con la perhúmeda zona de yungas o "La Yunga". Por otra parte, el Meridiano 62º Oeste señala aproximadamente un límite entre un sector árido o semiárido al oeste (el "Chaco Seco") y un sector gradualmente más húmedo al este (el "Chaco Húmedo"), de modo que al oriente del referido meridiano las precipitaciones anuales se acercan a la isohieta de los 1000 mm/año.

## Flora
El clima resulta el principal condicionante para el tipo de flora predominante en el Chaco Austral; el más húmedo sector oriental respecto al Meridiano 62 (id est, el "Chaco Húmedo") presenta frecuentemente selvas en las que predominan los quebrachos y grandes extensiones de palmares (en particular de palmeras de las especies yatay, caranday y pindó). El más seco sector occidental respecto al Meridiano 62 (id est, el "Chaco Seco") se caracteriza por el "monte", zonas que, según principalmente la edafología, se encuentran cubiertas de densos bosques imbricados con selvas y parques; la flora del sector occidental del Chaco Austral está especialmente adaptada a un prolongado período de sequía existiendo por esto árboles de madera muy dura, o de hojas coriáceas e incluso caedizas durante el período seco, y muchas veces vegetales espinosos. Entre los árboles más destacados se encuentran el quebracho, guayacán, palo cruz, chañar, algarrobos (blanco, negro, ñandubay o espinillo, algarrobillo espinoso, alpataco), palo borracho (yuchán, samohú), mistol, el vinal y la palmera caranday. En los sectores degradados por la actividad humana tiende a predominar una vegetación arbustiva espinosa (por ejemplo chaguar y tártago) e incluso cactáceas como el quimil (esto ocurre principalmente a partir de la segunda mitad de siglo XX).
Una gran alteración ecológica ocurrió durante la primera mitad del siglo XX época en la cual fueron depredados los quebrachales para la fabricación de carbón (usado en los ferrocarriles de entonces), "durmientes" (nombre metafórico que en Argentina se da a las zapatas que soportan los rieles ferroviarios) y tanino, paralelamente en esa época se realizaron grandes desmontes (deforestaciones) para dar lugar al cultivo industrial del algodón.

Debido a los factores reseñados la Cuña Boscosa Santafesina casi ha desaparecido.
La situación empeoró desde la segunda mitad de los 1970s momento en el cual la llamada "conquista de El Impenetrable" fue en la práctica una deforestación masiva del centro del Chaco Central para la práctica de una ganadería vacuna completamente inadecuada al ecosistema, en los 1990s la situación empeoró: se prosiguió la deforestación masiva para el cultivo industrial de soya transgénica. Esto ha facilitado el efecto catastrófico de grandes inundaciones durante los hemiciclos húmedos y una denodación por erosión laminar del suelo. La deforestación también facilita la pérdida de materia orgánica en los suelos y la elevación de sales (por ejemplo salitre) a la superficie lo cual aridiza los terrenos.

## Fauna
La fauna autóctona del Chaco Austral es prácticamente la misma que la existente en todo el Gran Chaco; pero es el sector de toda la gran región chaqueña que más depredación humana ha padecido siendo actualmente rarísimos o han sido extinguidos del Chaco Austral los pecaríes, el aguará guazú, el tatú carreta, los yacarés, el yaguareté o tigre, el tapir o anta, el venado de las pampas, y el guanaco.